# Ácido iboténico

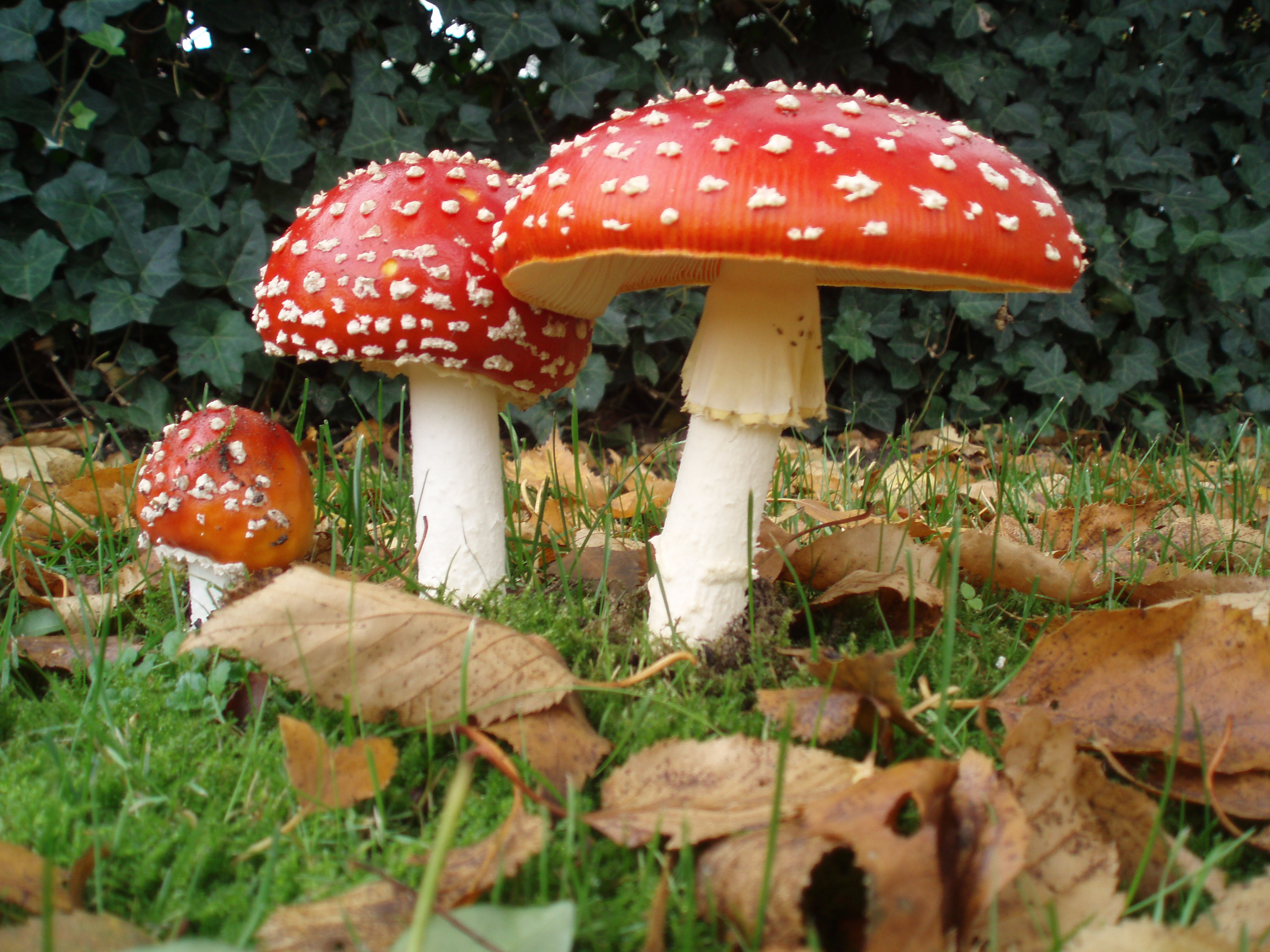
Amanita muscaria es una de las especies que contiene ácido iboténico.

El ácido iboténico es un compuesto químico que se produce de forma natural en los hongos Amanita muscaria y Amanita pantherina, entre otros. El ácido iboténico es un aminoácido poderosamente neurotóxico utilizado como «agente de lesión cerebral», que ha demostrado ser altamente neurotóxico cuando es inyectado directamente en el cerebro de ratones y ratas.
En la década de 1960, el ácido iboténico fue aislado originalmente de un espécimen de Amanita ibotengutake en Japón. A. ibotengutake es una especie muy similar a A. pantherina.

## Psicofarmacología
Cuando el ácido iboténico es ingerido, una pequeña porción se descarboxila en muscimol. El ácido iboténico evoca efectos enteógenos en el ser humano a una dosis de 50-100 mg. El pico de la intoxicación es alcanzado aproximadamente entre dos y tres horas después de la ingestión oral, caracterizándose por la manifestación de alguno o todos los síntomas siguientes: distorsión visual, alucinaciones, vértigos, contracciones musculares (comúnmente denominadas de forma errónea como convulsiones) y alteraciones en la percepción sensorial. Estos efectos suelen durar en torno a 6-8 horas, variando según la dosis ingerida.

## Usos médicos
El ácido iboténico es utilizado como agente de lesión cerebral en el entorno médico. Cuando es inyectado intracranealmente, el ácido iboténico da lugar al desarrollo de lesiones excitotóxicas en el cerebro. Este método de lesión cerebral experimental podría ser preferible en ciertas circunstancias porque, mientras se destruyen neuronas en un área del cerebro en particular, el tracto que atraviesa a través del núcleo no es dañado.

## Papel en rituales chamánicos
El ácido iboténico (junto con otras sustancias tales como el muscimol, encontrados en Amanita muscaria y Amanita pantherina) es un compuesto utilizado asiduamente en determinados ritos chamánicos como sacramento. El muscimol es excretado en la orina en cantidades relativamente elevadas, y existen historias de chamanes que rehusaron orinar con el propósito de intoxicarse, u otras que cuentan como la tribu hacía uso de la orina tóxica del chamán.